# James Justin
James Michael Justin (Luton, 1998. február 23. –) angol labdarúgó:  hátvéd. A Premier Leagueben szereplő Leicester City játékosa, és az angol válogatott tagja.

## Pályafutása

### Luton Town
2005-ben 7-évesen csatlakozott a Kelet-Anglia Bedfordshire-i klub ifjúsági csapatához.
Tagja volt annak a 11 éven aluli csapatnak, amely 3–2-re legyőzte a Bayern Münchent , így megnyerte az Aarau Masterst 2009-ben.
Justint U16 játékosként az U18-as csapatba hívták. Más játékosok sérülései miatt, jobbhátvédként játszott annak ellenére, hogy középső középpályás.
2015. november 4-én írta alá első profi szerződését, amely kontraktus a 2016/17-es szezon végéig élt.

#### A felnőttcsapatban
A 2015/16-os idényben nevezték, majd az utolsó fordulóban játszotta első mérkőzését a csapatban, mind két alkalommal az Exeter City elleni negyedosztályú bajnokikon.
A 22. fordulóban nevezték, majd a 46. fordulóban lépett pályára csereként a 83. percben Stephen O'Donnell-t váltva.

### Leicester City
2019. június 28-án 21-évesen szerződtette öt évre, 2024-ig a Premier Leagueben szereplő csapat.
Augusztus 11-én a 2019/20-as bajnokság első fordulójában nevezték a csapatba, a Wolverhapmton Wanderers elleni találkozón.
Szeptember 24-én lépett pályára első alkalommal és szerezte első gólját a klub színeiben korábbi együttese ellen a Luton Town elleni 4–0-ra nyert EFL Kupa mérkőzésen. December 4-én mutatkozott be a Premier Leagueben, hazai környezetben a Watofrd elleni 2–0-s bajnokin, a mérkőzés utolsó 10 percében Harvey Barnes-t váltotta, majd a 90+5. percben asszisztot készített elő James Maddisonnak.
2020. október 22-én játszotta első nemzetközi kupamérkőzését a 2020/21-es szezonban az ukrán FK Zorja Luhanszk elleni 3–0-ra nyert Európa-liga mérkőzésén.
2022. január 19-én lépett pályára 50. alkalommal a Leicester színeiben a Tottenham Hotspur elleni bajnoki mérkőzésén.

## Válogatott karrier

### Anglia
2022. május 24-én első alkalommal került be az A-válogatott keretébe, Gareth Southgate szövetségi kapitány hívta be az UEFA Nemzetek Ligája 2022/23-as kiírásának első négy mérkőzésére.
Június 4-én debütált a Magyarország elleni 1–0-ra elvesztett idegenbeli mérkőzésén, amelyen az első félidőt játszotta végig.

## Statisztika
2023. augusztus 8-i állapot szerint.
| Klub             | Szezon           | Bajnokság        | Bajnokság | Bajnokság | Kupa | Kupa  | Ligakupa | Ligakupa | Nemzetközi | Nemzetközi | Egyéb | Egyéb | Összes | Összes |
| Klub             | Szezon           | Liga             | Mérk.     | Gólok     | Mérk | Gólok | Mérk.    | Gólok    | Mérk.      | Gólok      | Mérk. | Gólok | Mérk.  | Gólok  |
| ---------------- | ---------------- | ---------------- | --------- | --------- | ---- | ----- | -------- | -------- | ---------- | ---------- | ----- | ----- | ------ | ------ |
| Luton Town       | 2015/16          | League Two       | 1         | 0         | 0    | 0     | 0        | 0        | —          | —          | —     | —     | 1      | 0      |
| Luton Town       | 2016/17          | League Two       | 29        | 1         | 3    | 0     | 1        | 0        | —          | —          | 6     | 0     | 39     | 1      |
| Luton Town       | 2017/18          | League Two       | 17        | 2         | 1    | 0     | 0        | 0        | —          | —          | 4     | 0     | 22     | 2      |
| Luton Town       | 2018/19          | League One       | 43        | 3         | 4    | 0     | 1        | 0        | —          | —          | 4     | 0     | 52     | 3      |
| Luton Town       | Összesen         | Összesen         | 90        | 6         | 8    | 0     | 2        | 0        | —          | —          | 14    | 0     | 114    | 6      |
| Leicester City   | 2019/20          | Premier League   | 13        | 0         | 3    | 0     | 2        | 1        | —          | —          | —     | —     | 18     | 1      |
| Leicester City   | 2020/21          | Premier League   | 23        | 2         | 2    | 1     | 0        | 0        | 6          | 0          | —     | —     | 31     | 3      |
| Leicester City   | 2021/22          | Premier League   | 13        | 0         | 1    | 0     | 0        | 0        | 5          | 0          | —     | —     | 19     | 0      |
| Leicester City   | 2022/23          | Premier League   | 14        | 0         | 0    | 0     | 1        | 1        | —          | —          | —     | —     | 15     | 1      |
| Leicester City   | Összesen         | Összesen         | 63        | 2         | 6    | 1     | 3        | 2        | 11         | 0          | 0     | 0     | 83     | 5      |
| KARRIER ÖSSZESEN | KARRIER ÖSSZESEN | KARRIER ÖSSZESEN | 153       | 8         | 14   | 1     | 5        | 2        | 11         | 0          | 14    | 0     | 197    | 11     |

1. ↑  EFL Trophy: négy mérkőzés. 
 League Two Play-offs: két mérkőzés.
2. 1 2  Mérkőzése(i) az EFL Trophy-ban.
3. ↑  Mérkőzése(i) az Európa Ligában.
4. ↑  Mérkőzése(i) a UEFA Európa Konferencia Ligában.

### A válogatottban
2022. június 03-i állapot szerint.
| Anglia   | Anglia | Anglia |
| Év       | Mérk.  | Gólok  |
| -------- | ------ | ------ |
| 2022     | 1      | 0      |
| ÖSSZESEN | 1      | 0      |